# Triathlon aux Jeux africains de 2019
Navigation
2011 2023
Les compétitions de triathlon aux Jeux africains de 2019 ont lieu du 24 au 25 août 2019 à Rabat, au Maroc. Cette discipline fait sa deuxième apparition dans le programme des Jeux africains après l'édition 2011.

## Médaillés
| Épreuves           | Or                                                                    | Argent                                                                            | Bronze                                                                 |
| ------------------ | --------------------------------------------------------------------- | --------------------------------------------------------------------------------- | ---------------------------------------------------------------------- |
| Compétition hommes | Badr Siwane (MAR)                                                     | Mehdi Essadiq (MAR)                                                               | Oussama Hellal -Berrouane (ALG)                                        |
| Compétition femmes | Basmla Elsalamoney (EGY)                                              | Laurelle Elizabeth Brown (ZIM)                                                    | Andie Leigh Kuipers (ZIM)                                              |
| Relais mixte       | Tunisie Mohamed Aziz Sebai Syrine Fattoum Ons Lajili Seifeddine Selmi | Algérie Imene Maldji Nazim Omar Benyelles Oussama Hellal-Berrouane Kahina Mebarki | Égypte Rehab Hussein Mohamed Shehata Mohamed Khalil Basmla Elsalamoney |

## Tableau des médailles
| Rang  | Nation   | Or | Argent | Bronze | Total |
| ----- | -------- | -- | ------ | ------ | ----- |
| 1     | Maroc    | 1  | 1      | 0      | 2     |
| 2     | Égypte   | 1  | 0      | 1      | 2     |
| 3     | Tunisie  | 1  | 0      | 0      | 1     |
| 4     | Algérie  | 0  | 1      | 1      | 2     |
| 4     | Zimbabwe | 0  | 1      | 1      | 2     |
| Total | Total    | 3  | 3      | 3      | 9     |